# Eccellenza Lazio 2011-2012
Il campionato italiano di calcio di Eccellenza regionale 2011-2012 è il ventesimo organizzato in Italia. Rappresenta il sesto livello del calcio italiano. Il campionato si è concluso con la vittoria del Ostia Mare per il girone A, al suo secondo titolo, e del San Cesareo per il girone B, entrambi al loro primo titolo.
Tutte le squadre iscritte al campionato di Eccellenza hanno diritto a partecipare alla Coppa Italia Dilettanti Lazio.

## Stagione

### Aggiornamenti
La Nuova Tor Tre Teste ha rinunciato ad iscriversi al campionato.
Vengono ammesse le seguenti squadre non aventi diritto:
- Colleferro (come società vincente la Coppa Italia di Promozione 2010-2011)
- Valmontone (come società di Promozione classificata al 1º posto della graduatoria determinata al termine dei play-off).
- Villanova (come società di Promozione classificata al 2º posto della graduatoria determinata al termine dei play-off).
- Ceccano (come società di Eccellenza perdente i play-out con la migliore posizione di classifica).
- Montefiascone (come società di Promozione classificata al 3º posto della graduatoria determinata al termine dei play-off).
- Borgo Podgora(come società di Promozione classificata al 4º posto della graduatoria determinata al termine dei play-off).
- Diana Nemi (come società di Eccellenza perdente i play-out con la seconda migliore posizione di classifica).

Di seguito la composizione dei gironi fornita dal Comitato Regionale Lazio.

## Girone A

### Squadre partecipanti
| Club                              | Città (provincia)        | Stagione precedente                                |
| --------------------------------- | ------------------------ | -------------------------------------------------- |
| S.S.D. Albalonga                  | Albano Laziale (RM)      | 5º posto in Eccellenza Lazio, Girone A             |
| Pol.D. Cecchina Al.Pa.            | Albano Laziale (RM)      | 14º posto in Eccellenza Lazio, Girone A            |
| A.S.D. Corneto Tarquinia          | Tarquinia (VT)           | 10º posto in Eccellenza Lazio, Girone A            |
| A.S.D. Diana Nemi                 | Nemi (RM)                | 16º posto in Eccellenza Lazio, Girone B, ripescata |
| Fiumicino Calcio                  | Fiumicino (RM)           | 13º posto in Eccellenza Lazio, Girone A            |
| A.S.D. Fontenuovese Calcio        | Fonte Nuova (RM)         | 11º posto in Eccellenza Lazio, Girone A            |
| A.S.D. Giada Maccarese Calcio     | Maccarese (RM)           | 12º posto in Eccellenza Lazio, Girone A            |
| A.C.D. Guidonia Montecelio        | Guidonia Montecelio (RM) | 15º posto in Serie D, Girone G, retrocessa         |
| A.S.D. La Sabina                  | Poggio Mirteto (RI)      | 3º posto in Promozione Lazio, Girone B, ammessa    |
| U.S. Ladispoli                    | Ladispoli (RM)           | 1º posto in Promozione Lazio, Girone A, promosso   |
| A.S.D. Montefiascone              | Montefiascone (VT)       | 2º posto in Promozione Lazio, Girone A, ammesso    |
| A.S. Ostia Mare Lidocalcio        | Lido di Ostia (RM)       | 7º posto in Eccellenza Lazio, Girone A             |
| A.S.D. Pisoniano                  | Pisoniano (RM)           | 3º posto in Eccellenza Lazio, Girone A             |
| A.S.D. Real Monterosi             | Monterosi (VT)           | 6º posto in Eccellenza Lazio, Girone A             |
| F.C. Rieti                        | Rieti                    | 4º posto in Eccellenza Lazio, Girone A             |
| A.S.D. Sporting Real Pomezia D.A. | Pomezia (RM)             | 9º posto in Eccellenza Lazio, Girone A             |
| A.S.D. Tor Sapienza               | Roma                     | 6º posto in Eccellenza Lazio, Girone B             |
| A.S.D. Villanova Calcio           | Guidonia Montecelio (RM) | 2º posto in Promozione Lazio, Girone B, ammesso    |

### Classifica finale
Fonte:
|  | Pos. | Squadra                    | Pt | G  | V  | N  | P  | GF | GS | DR  |
|  | ---- | -------------------------- | -- | -- | -- | -- | -- | -- | -- | --- |
|  | 1.   | Ostia Mare                 | 71 | 34 | 20 | 11 | 3  | 74 | 37 | +37 |
|  | 2.   | Albalonga                  | 66 | 34 | 19 | 9  | 6  | 54 | 25 | +29 |
|  | 3.   | Pisoniano (-1)             | 65 | 34 | 19 | 9  | 6  | 64 | 39 | +25 |
|  | 4.   | Rieti                      | 65 | 34 | 20 | 5  | 9  | 71 | 41 | +30 |
|  | 5.   | Guidonia Montecelio        | 49 | 34 | 14 | 7  | 13 | 44 | 52 | -8  |
|  | 6.   | Sporting Real Pomezia D.A. | 49 | 34 | 13 | 10 | 11 | 56 | 48 | +8  |
|  | 7.   | Real Monterosi             | 46 | 34 | 13 | 7  | 14 | 52 | 56 | -4  |
|  | 8.   | Villanova                  | 45 | 34 | 10 | 15 | 9  | 52 | 44 | +8  |
|  | 9.   | Montefiascone              | 45 | 34 | 12 | 9  | 13 | 37 | 39 | -2  |
|  | 10.  | Fontenuovese               | 43 | 34 | 11 | 10 | 13 | 44 | 48 | -4  |
|  | 11.  | Tor Sapienza               | 42 | 34 | 11 | 9  | 14 | 39 | 37 | +2  |
|  | 12.  | Cecchina                   | 42 | 34 | 11 | 9  | 14 | 40 | 44 | -4  |
|  | 13.  | Ladispoli                  | 41 | 34 | 11 | 8  | 15 | 39 | 50 | -11 |
|  | 14.  | Corneto Tarquinia          | 39 | 34 | 10 | 9  | 15 | 50 | 66 | -16 |
|  | 15.  | Diana Nemi                 | 37 | 34 | 8  | 13 | 13 | 47 | 54 | -7  |
|  | 16.  | Giada Maccarese            | 36 | 34 | 9  | 9  | 16 | 42 | 54 | -12 |
|  | 17.  | Fiumicino                  | 36 | 34 | 9  | 9  | 16 | 41 | 56 | -15 |
|  | 18.  | La Sabina                  | 16 | 34 | 2  | 10 | 22 | 30 | 86 | -56 |

Legenda:
      Promossa in Serie D 2012-2013.
      Ammessa ai Play-off nazionali.
 Ai play-out.
      Retrocesse in Promozione Lazio 2012-2013.
Regolamento:
Tre punti a vittoria, uno a pareggio, zero a sconfitta.
Il Pisoniano ha scontato 1 punto di penalizzazione.
Note:
Il Corneto Tarquinia è stato poi ripescato in Eccellenza Lazio 2012-2013 a completamento di organici.

### Risultati

#### Tabellone
|                            | ALB  | CEC  | COR  | DIA  | FIU  | FON  | GIA  | GUI  | LSA  | LAD  | MON  | OST  | PIS  | REA  | RIE  | SRP  | TOR  | VIL  |
| -------------------------- | ---- | ---- | ---- | ---- | ---- | ---- | ---- | ---- | ---- | ---- | ---- | ---- | ---- | ---- | ---- | ---- | ---- | ---- |
| Albalonga                  | –––– | 2-0  | 2-1  | 3-0  | 2-0  | 0-0  | 2-0  | 0-1  | 3-0  | 0-1  | 2-1  | 2-0  | 1-1  | 3-0  | 3-0  | 1-0  | 0-1  | 1-0  |
| Cecchina                   | 0-0  | –––– | 1-1  | 1-0  | 0-0  | 2-0  | 0-1  | 2-1  | 1-1  | 1-1  | 1-1  | 1-3  | 1-1  | 1-0  | 1-2  | 2-2  | 1-0  | 1-0  |
| Corneto Tarquinia          | 1-1  | 0-4  | –––– | 1-1  | 1-0  | 1-1  | 3-2  | 4-1  | 3-2  | 4-0  | 1-0  | 1-1  | 2-0  | 1-3  | 0-2  | 1-1  | 1-5  | 2-2  |
| Diana Nemi                 | 3-1  | 3-5  | 1-2  | –––– | 3-1  | 3-1  | 0-0  | 1-1  | 1-1  | 1-1  | 1-0  | 1-1  | 2-2  | 0-2  | 2-4  | 4-1  | 1-1  | 0-0  |
| Fiumicino                  | 1-2  | 3-1  | 2-0  | 1-1  | –––– | 2-1  | 2-3  | 1-2  | 2-0  | 2-2  | 2-0  | 0-4  | 1-0  | 2-2  | 2-3  | 2-5  | 2-1  | 0-0  |
| Fontenuovese               | 2-1  | 1-0  | 2-3  | 3-1  | 1-0  | –––– | 1-1  | 1-2  | 1-0  | 2-1  | 1-1  | 2-4  | 1-3  | 1-1  | 3-2  | 1-3  | 0-0  | 2-2  |
| Giada Maccarese            | 1-1  | 0-0  | 3-2  | 0-2  | 2-1  | 1-0  | –––– | 1-2  | 5-1  | 3-0  | 1-1  | 1-1  | 0-2  | 1-3  | 2-1  | 2-3  | 1-0  | 0-2  |
| Guidonia                   | 0-6  | 2-1  | 2-2  | 2-2  | 0-2  | 1-2  | 2-1  | –––– | 3-1  | 1-2  | 1-0  | 1-1  | 1-2  | 1-0  | 1-0  | 2-1  | 1-0  | 1-1  |
| La Sabina                  | 1-2  | 1-3  | 0-2  | 0-2  | 0-0  | 0-5  | 3-3  | 0-5  | –––– | 0-1  | 0-0  | 0-3  | 0-3  | 1-4  | 2-2  | 1-3  | 2-1  | 2-2  |
| Ladispoli                  | 0-2  | 3-0  | 1-0  | 1-1  | 1-1  | 0-1  | 1-0  | 2-3  | 0-3  | –––– | 1-2  | 1-1  | 3-0  | 1-1  | 0-2  | 0-2  | 2-0  | 2-1  |
| Montefiascone              | 1-1  | 3-1  | 5-3  | 3-1  | 1-3  | 0-0  | 1-0  | 1-0  | 3-1  | 2-0  | –––– | 1-1  | 3-0  | 1-1  | 0-1  | 0-0  | 1-0  | 1-0  |
| Ostia Mare                 | 1-1  | 1-0  | 2-0  | 1-3  | 3-0  | 3-0  | 4-3  | 2-0  | 6-0  | 3-2  | 2-0  | –––– | 1-0  | 4-1  | 1-3  | 4-3  | 1-1  | 2-0  |
| Pisoniano                  | 1-1  | 3-1  | 4-2  | 2-1  | 3-2  | 3-1  | 3-0  | 1-1  | 3-3  | 3-1  | 1-0  | 2-2  | –––– | 2-1  | 1-2  | 1-1  | 2-1  | 3-1  |
| Real Monterosi             | 0-3  | 4-2  | 5-1  | 1-0  | 3-1  | 1-4  | 1-0  | 2-0  | 2-1  | 0-3  | 1-3  | 2-3  | 1-5  | –––– | 1-1  | 0-2  | 0-0  | 2-3  |
| Rieti                      | 4-0  | 1-3  | 4-0  | 3-1  | 3-0  | 3-0  | 2-0  | 2-0  | 5-1  | 2-2  | 3-1  | 1-2  | 0-2  | 2-0  | –––– | 2-2  | 1-0  | 3-1  |
| Sporting Real Pomezia D.A. | 1-1  | 0-1  | 1-0  | 3-2  | 3-0  | 0-0  | 2-2  | 2-2  | 5-0  | 2-1  | 2-0  | 1-3  | 0-2  | 0-3  | 3-2  | –––– | 0-2  | 0-1  |
| Tor Sapienza               | 2-1  | 1-0  | 4-2  | 1-1  | 2-2  | 1-1  | 3-0  | 3-1  | 1-1  | 0-1  | 1-0  | 2-2  | 0-3  | 0-2  | 1-0  | 1-0  | –––– | 2-0  |
| Villanova                  | 1-2  | 2-1  | 1-1  | 4-1  | 1-1  | 2-1  | 2-2  | 3-0  | 1-1  | 4-1  | 5-0  | 1-1  | 0-0  | 2-2  | 3-3  | 2-2  | 2-1  | –––– |

### Spareggi

#### Spareggio 16º/17º posto
|           | Risultati |                 | Luogo e data          |
| --------- | --------- | --------------- | --------------------- |
| Fiumicino | 1-4 (dts) | Giada Maccarese | Ostia, 27 maggio 2012 |
|           |           |                 |                       |

#### Play-out
|                   | Risultati |                 | Luogo e data              |
| ----------------- | --------- | --------------- | ------------------------- |
| Corneto Tarquinia | 1-4       | Diana Nemi      | Tarquinia, 27 maggio 2012 |
| Ladispoli         | 2-0       | Giada Maccarese | Ladispoli, 3 giugno 2012  |
|                   |           |                 |                           |

## Girone B

### Squadre partecipanti
| Club                                   | Città (provincia)               | Stagione precedente                                |
| -------------------------------------- | ------------------------------- | -------------------------------------------------- |
| A.S.D. ALMAS Roma                      | Roma                            | 1º posto in Promozione Lazio, Girone C, promosso   |
| A.C.D. Anitrella                       | Anitrella (FR)                  | 14º posto in Eccellenza Lazio, Girone B            |
| A.S.D. Borgo Podgora 1950              | Borgo Podgora (LT)              | 2º posto in Promozione Lazio, Girone C, ammesso    |
| A.S.D. Ceccano                         | Ceccano (FR)                    | 15º posto in Eccellenza Lazio, Girone B, ripescato |
| S.S.D. Colleferro Calcio               | Colleferro (RM)                 | 3º posto in Promozione Lazio, Girone C, ammesso    |
| A.S.D. U.S. Formia 1905 Calcio         | Formia (LT)                     | 9º posto in Eccellenza Lazio, Girone B             |
| A.S.D. Lariano Calcio                  | Lariano (RM)                    | 4º posto in Eccellenza Lazio, Girone B             |
| A.S.D. Lupa Frascati                   | Frascati (RM)                   | 2º posto in Eccellenza Lazio, Girone B             |
| A.S.D. Monte San Giovanni Campano      | Monte San Giovanni Campano (FR) | 7º posto in Eccellenza Lazio, Girone B             |
| A.S.D. Morolo Calcio                   | Morolo (FR)                     | 11º posto in Eccellenza Lazio, Girone B            |
| A.S.D. Nuova Superiride La Rustica     | Roma                            | 1º posto in Promozione Lazio, Girone B, promosso   |
| A.S.D. Roccasecca Terra di San Tommaso | Roccasecca (FR)                 | 13º posto in Eccellenza Lazio, Girone B            |
| A.S.D. San Cesareo Calcio              | San Cesareo (RM)                | 3º posto in Eccellenza Lazio, Girone B             |
| A.S.D. Segni Calcio                    | Segni (RM)                      | 1º posto in Promozione Lazio, Girone D, promosso   |
| A.S.D. U.S. Terracina Calcio           | Terracina (LT)                  | 12º posto in Eccellenza Lazio, Girone B            |
| A.S.D. Valmontone                      | Valmontone (RM)                 | 2º posto in Promozione Lazio, Girone D, ammesso    |
| S.S.D. Vigor Cisterna                  | Cisterna di Latina (LT)         | 10º posto in Eccellenza Lazio, Girone B            |
| A.S.D. Vis Artena                      | Artena (RM)                     | 5º posto in Eccellenza Lazio, Girone B             |

### Classifica finale
Fonte:
|  | Pos. | Squadra                     | Pt | G  | V  | N  | P  | GF | GS | DR  |
|  | ---- | --------------------------- | -- | -- | -- | -- | -- | -- | -- | --- |
|  | 1.   | San Cesareo                 | 75 | 34 | 24 | 3  | 7  | 81 | 34 | +47 |
|  | 2.   | LVPA Frascati               | 74 | 34 | 22 | 8  | 4  | 72 | 26 | +46 |
|  | 3.   | Vis Artena                  | 66 | 34 | 20 | 6  | 8  | 70 | 34 | +36 |
|  | 4.   | Lariano                     | 57 | 34 | 17 | 6  | 11 | 66 | 50 | +16 |
|  | 5.   | Formia                      | 54 | 34 | 15 | 9  | 10 | 59 | 42 | +17 |
|  | 6.   | Vigor Cisterna              | 52 | 34 | 16 | 4  | 14 | 54 | 47 | +7  |
|  | 7.   | Valmontone                  | 50 | 34 | 15 | 5  | 14 | 50 | 55 | -5  |
|  | 8.   | Monte S. Giovanni Campano   | 50 | 34 | 14 | 8  | 12 | 43 | 41 | +2  |
|  | 9.   | Ceccano (-2)                | 49 | 34 | 15 | 6  | 13 | 53 | 56 | -3  |
|  | 10.  | Colleferro                  | 48 | 34 | 13 | 9  | 12 | 49 | 53 | -4  |
|  | 11.  | Borgo Podgora               | 44 | 34 | 12 | 8  | 14 | 44 | 48 | -4  |
|  | 12.  | Terracina                   | 43 | 34 | 12 | 7  | 15 | 46 | 61 | -15 |
|  | 13.  | Anitrella                   | 42 | 34 | 11 | 9  | 14 | 45 | 57 | -12 |
|  | 14.  | Morolo                      | 39 | 34 | 10 | 9  | 15 | 32 | 43 | -11 |
|  | 15.  | Roccasecca Terra S. Tommaso | 38 | 34 | 11 | 5  | 18 | 45 | 50 | -5  |
|  | 16.  | ALMAS                       | 24 | 34 | 6  | 6  | 22 | 30 | 62 | -32 |
|  | 17.  | Nuova Superiride La Rustica | 22 | 34 | 4  | 10 | 20 | 37 | 65 | -28 |
|  | 18.  | Segni (-2)                  | 18 | 34 | 4  | 8  | 22 | 28 | 80 | -52 |

Legenda:
      Promossa in Serie D 2012-2013.
      Ammessa ai Play-off nazionali.
 Ai play-out.
      Retrocesse in Promozione Lazio 2012-2013.
Regolamento:
Tre punti a vittoria, uno a pareggio, zero a sconfitta.
Note:
Il Ceccano e il Segni hanno scontato 2 punti di penalizzazione.
La Lupa Frascati è stata poi promossa in Serie D 2012-2013 per aver vinto i Play-off nazionali.

### Risultati

#### Tabellone
|                              | ALM  | ANI  | BOR  | CEC  | COL  | FOR  | LAR  | LUP  | MON  | MOR  | NSu  | ROC  | SAN  | SEG  | TER  | VAL  | VIG  | VAR  |
| ---------------------------- | ---- | ---- | ---- | ---- | ---- | ---- | ---- | ---- | ---- | ---- | ---- | ---- | ---- | ---- | ---- | ---- | ---- | ---- |
| Almas Roma                   | –––– | 1-1  | 3-1  | 0-2  | 6-2  | 1-1  | 0-2  | 1-3  | 1-0  | 0-2  | 2-1  | 1-2  | 2-2  | 0-0  | 0-1  | 4-2  | 1-3  | 0-1  |
| Anitrella                    | 1-0  | –––– | 2-1  | 1-3  | 3-3  | 5-3  | 1-2  | 1-1  | 0-1  | 0-0  | 3-1  | 1-3  | 3-1  | 2-0  | 1-1  | 2-2  | 1-1  | 2-0  |
| Borgo Podgora                | 2-0  | 2-0  | –––– | 3-0  | 3-1  | 0-1  | 1-3  | 0-0  | 1-1  | 1-1  | 0-2  | 2-2  | 0-1  | 1-1  | 2-1  | 2-1  | 0-1  | 1-0  |
| Ceccano                      | 3-0  | 1-0  | 3-2  | –––– | 2-2  | 2-3  | 2-1  | 2-3  | 0-2  | 1-0  | 0-0  | 2-0  | 1-1  | 1-1  | 4-2  | 1-0  | 1-2  | 1-1  |
| Colleferro                   | 3-0  | 2-0  | 1-0  | 2-1  | –––– | 4-1  | 1-1  | 1-2  | 0-1  | 0-0  | 3-1  | 3-1  | 1-5  | 2-0  | 2-1  | 1-1  | 1-0  | 1-1  |
| Formia                       | 2-0  | 3-0  | 1-2  | 3-0  | 3-1  | –––– | 3-2  | 0-2  | 1-1  | 1-1  | 0-0  | 0-0  | 3-0  | 6-1  | 2-3  | 1-2  | 2-1  | 1-1  |
| Lariano                      | 2-0  | 1-3  | 2-0  | 2-4  | 1-2  | 1-0  | –––– | 1-2  | 2-1  | 4-1  | 4-1  | 1-0  | 0-1  | 3-1  | 6-4  | 3-1  | 1-1  | 2-2  |
| Lupa Frascati                | 0-0  | 3-0  | 2-2  | 3-0  | 1-1  | 2-3  | 3-1  | –––– | 1-2  | 2-0  | 2-0  | 1-0  | 4-0  | 5-0  | 4-1  | 1-3  | 3-0  | 2-1  |
| Monte S.Giovanni Campano     | 3-2  | 0-0  | 2-0  | 1-3  | 2-1  | 1-1  | 0-1  | 1-1  | –––– | 1-0  | 1-1  | 0-1  | 1-1  | 5-1  | 1-3  | 1-3  | 2-1  | 2-0  |
| Morolo                       | 1-0  | 0-2  | 2-0  | 2-1  | 1-1  | 1-0  | 0-3  | 0-1  | 2-0  | –––– | 1-1  | 0-1  | 0-1  | 1-1  | 2-0  | 0-1  | 0-1  | 2-3  |
| Nuova Superiride La Rrustica | 0-0  | 0-2  | 1-1  | 1-4  | 0-1  | 0-2  | 3-4  | 0-2  | 0-0  | 4-3  | –––– | 2-0  | 1-3  | 1-1  | 1-1  | 1-3  | 0-0  | 1-3  |
| Roccasecca Terra S. Tommaso  | 4-2  | 4-2  | 1-2  | 0-1  | 3-3  | 0-0  | 2-2  | 0-2  | 3-4  | 0-1  | 3-0  | –––– | 0-1  | 4-0  | 1-0  | 1-3  | 1-3  | 0-1  |
| San Cesareo                  | 3-2  | 3-0  | 5-2  | 4-1  | 2-1  | 1-2  | 5-2  | 4-2  | 1-0  | 5-0  | 2-0  | 2-0  | –––– | 5-0  | 4-0  | 0-1  | 1-2  | 2-1  |
| Segni                        | 1-2  | 1-2  | 1-3  | 0-2  | 0-1  | 1-1  | 1-1  | 0-4  | 2-1  | 2-2  | 0-1  | 1-0  | 0-3  | –––– | 0-1  | 4-2  | 3-2  | 1-3  |
| Terracina                    | 2-0  | 1-1  | 1-2  | 1-1  | 2-0  | 1-1  | 0-2  | 0-4  | 2-1  | 4-0  | 1-0  | 1-1  | 0-3  | 3-0  | –––– | 2-0  | 1-0  | 0-2  |
| Valmontone                   | 2-1  | 4-1  | 1-1  | 3-1  | 1-0  | 1-5  | 0-0  | 0-2  | 1-2  | 0-3  | 2-1  | 1-3  | 0-3  | 3-0  | 0-0  | –––– | 2-1  | 2-0  |
| Vigor Cisterna               | 2-0  | 2-1  | 0-3  | 5-1  | 3-0  | 1-0  | 2-1  | 1-1  | 1-0  | 1-2  | 4-2  | 1-2  | 0-5  | 5-1  | 1-3  | 3-1  | –––– | 2-1  |
| Vis Artena                   | 3-0  | 6-1  | 4-1  | 5-1  | 4-1  | 2-1  | 1-3  | 0-0  | 4-0  | 0-0  | 6-0  | 2-1  | 1-0  | 2-0  | 3-2  | 3-0  | 3-1  | –––– |

### Spareggi

#### Play-out
|        | Risultati |            | Luogo e data           |
| ------ | --------- | ---------- | ---------------------- |
| Morolo | 3-2 (dts) | Roccasecca | Morolo, 27 maggio 2012 |
|        |           |            |                        |